# CWHL 2016/17
Die Saison 2016/17 war die zehnte Spielzeit der Canadian Women’s Hockey League (CWHL), der höchsten kanadischen Spielklasse im Fraueneishockey. Die Calgary Inferno gewannen die Regular Season der CWHL, während Les Canadiennes de Montréal zum vierten Mal in der Vereinsgeschichte den Clarkson Cup gewannen.

## Teilnehmer
| Team                        | Standort                   | Gründung | Spielstätte                             |
| --------------------------- | -------------------------- | -------- | --------------------------------------- |
| Brampton Thunder            | Brampton, Ontario          | 1998     | Brampton Memorial Arena                 |
| Toronto Furies              | Toronto, Ontario           | 2011     | MasterCard Centre                       |
| Les Canadiennes de Montréal | Montréal, Québec           | 2007     | Centre Étienne Desmarteau               |
| Boston Blades               | Boston, Massachusetts, USA | 2010     | Walter Brown Arena; UMass Boston/Lowell |
| Calgary Inferno             | Calgary, Alberta           | 2011     | Winsport Canada                         |

## CWHL Draft
Am 21. August 2016 führte die CWHL einen Draft für Spielerinnen durch. Der Draft wurde in Toronto durchgeführt. An erster Stelle wurde Kayla Tutino von den Boston Blades ausgewählt. Insgesamt sicherten sich die fünf Teams die Rechte an 66 Spielerinnen in 16 Runden.
| #   | Spieler                 | Team                        | College                       |
| --- | ----------------------- | --------------------------- | ----------------------------- |
| 01. | Kayla Tutino (F)        | Boston Blades               | Boston University             |
| 02. | Renata Fast (F)         | Toronto Furies              | Clarkson University           |
| 03. | Laura Stacey (F)        | Brampton Thunder            | Dartmouth College             |
| 04. | Sarah Lefort (F)        | Les Canadiennes de Montréal | Boston University             |
| 05. | Emerance Maschmeyer (G) | Calgary Inferno             | Harvard Crimson               |
| 06. | Chelsey Goldberg (F)    | Boston Blades               | Northeastern University       |
| 07. | Erin Ambrose (D)        | Toronto Furies              | Clarkson University           |
| 08. | Shannon MacAulay (F)    | Brampton Thunder            | Clarkson University           |
| 09. | Cassandra Poudrier (D)  | Les Canadiennes de Montréal | Cornell University            |
| 10. | Katelyn Gosling (D)     | Calgary Inferno             | University of Western Ontario |

## Reguläre Saison

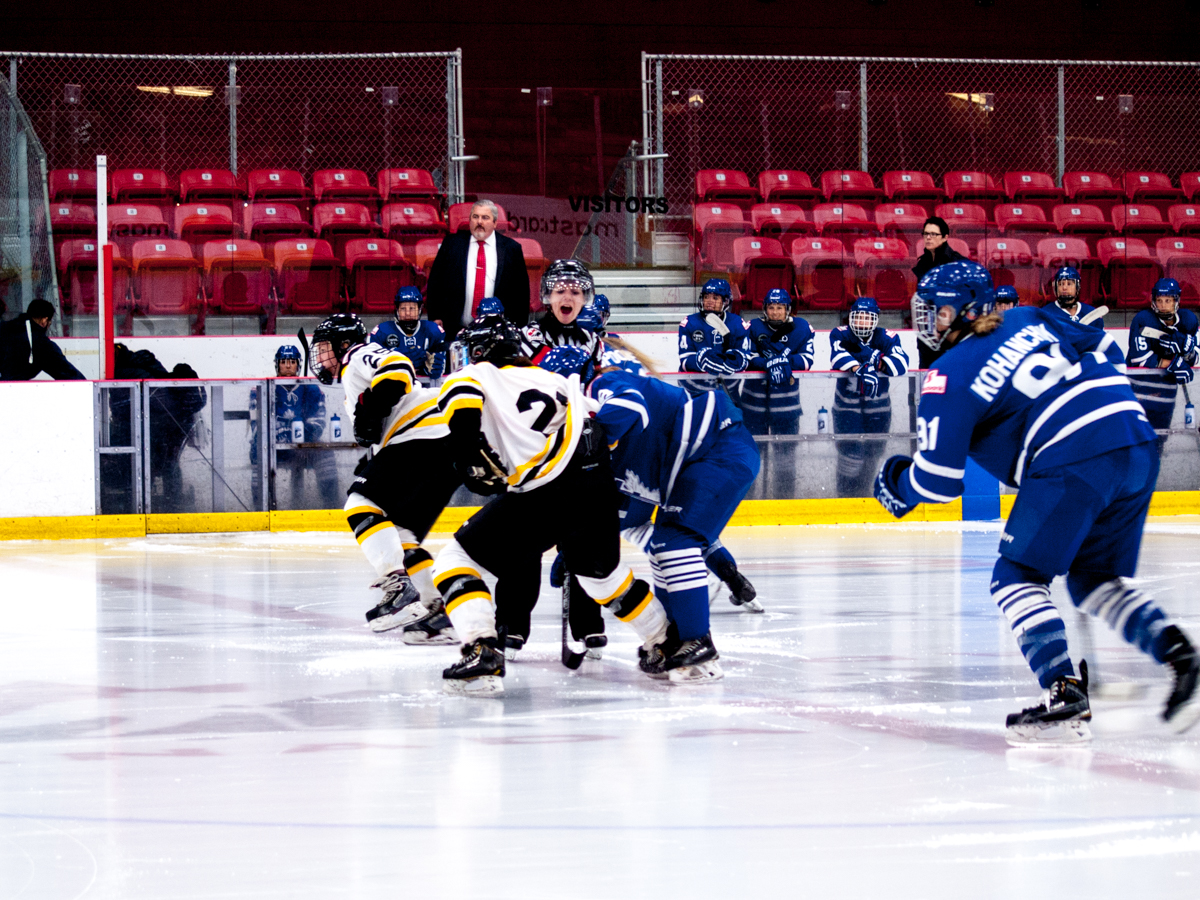
Spielszene Toronto Furies gegen Boston Blades (Oktober 2016)

Die reguläre Saison begann am 8. Oktober 2016 und endete am 19. Februar 2017. Die vier punktbesten Mannschaften qualifizierten sich für das Finalturnier um den Clarkson Cup.

### Tabelle
| Pl. | Mannschaft                  | Sp | S  | OTS | OTN | SON | N  | Tore    | Punkte |
| --- | --------------------------- | -- | -- | --- | --- | --- | -- | ------- | ------ |
| 1.  | Calgary Inferno             | 24 | 17 | 3   | 0   | 0   | 4  | 100:045 | 40     |
| 2.  | Les Canadiennes de Montréal | 24 | 15 | 2   | 2   | 0   | 5  | 091:048 | 36     |
| 3.  | Brampton Thunder            | 24 | 11 | 1   | 1   | 1   | 10 | 076:063 | 26     |
| 4.  | Toronto Furies              | 24 | 8  | 1   | 3   | 1   | 11 | 052:058 | 22     |
| 5.  | Boston Blades               | 24 | 2  | 0   | 1   | 1   | 20 | 032:137 | 6      |

Abkürzungen: Pl. = Platz, Sp = Spiele, S = Siege, OTN = Niederlagen nach Verlängerung (Overtime), N = Niederlagen
Erläuterungen: Meister der regulären Saison (Commissioner’s Trophy)

### CWHL All-Star-Game

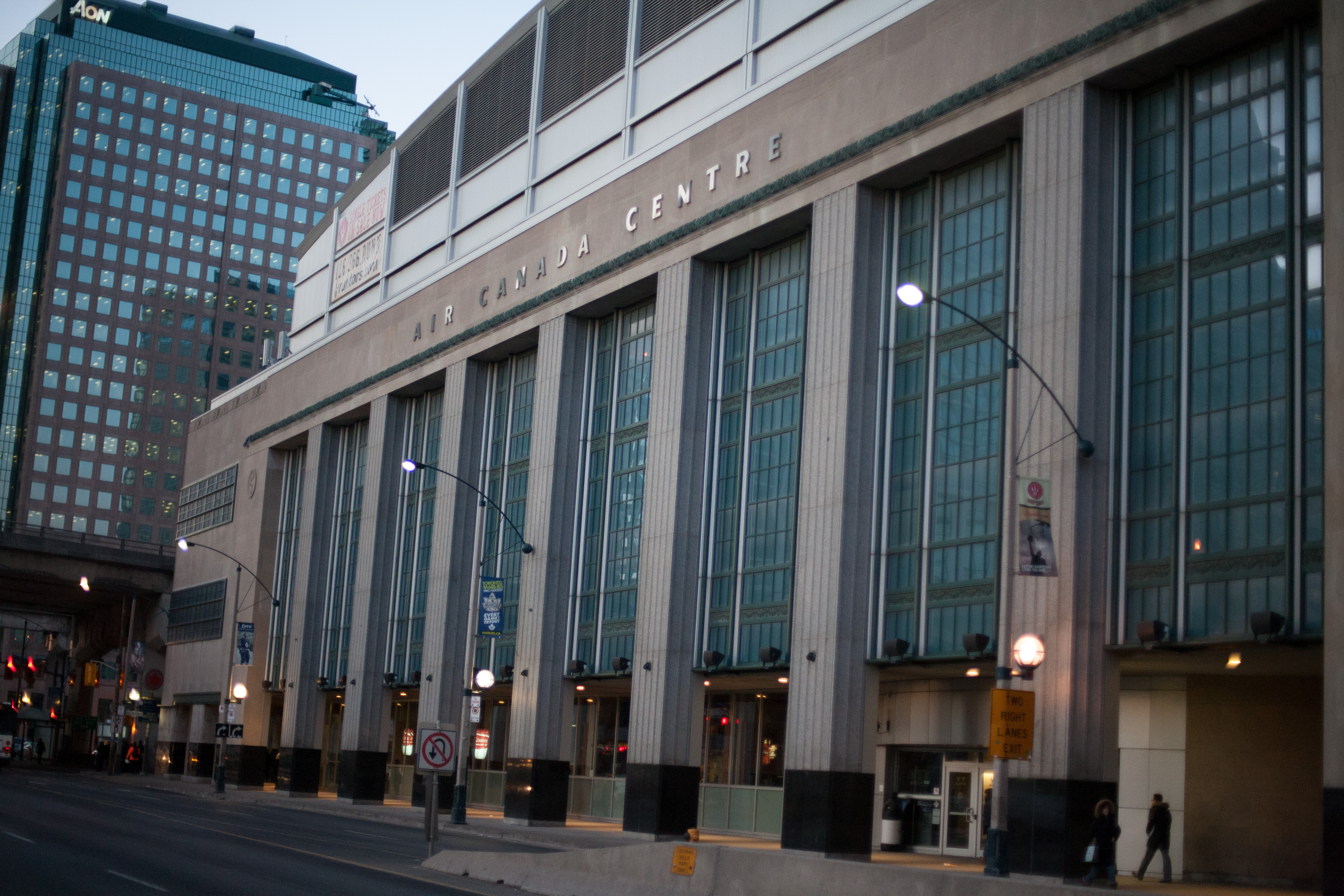
Außenansicht des Air Canada Centre

Das dritte All-Star-Game der NWHL fand am 12. Februar 2017 im Air Canada Centre, der Heimspielstätte der Toronto Maple Leafs, in Toronto statt. Die Begegnung wurde über drei Drittel à 20 Minuten absolviert. Ein Teil der Teams wurde anhand eines Fantasy Drafts durch die Spielerinnen Carlee Campbell (Team White) sowie Natalie Spooner und Meaghan Mikkelson (Team Blue) zusammengestellt, die weiteren Spielerinnen pro Team wurden per Los entschieden.
Folgende Spielerinnen wurden für die jeweiligen Teams ausgewählt:
- Team White: 
  - Tor: Christina Kessler, Charline Labonté
  - Verteidigung: Erin Ambrose, Carlee Campbell (C), Julie Chu, Renata Fast, Laura Fortino, Jocelyne Larocque
  - Angriff: Meghan Grieves, Rebecca Johnston, Jess Jones, Sarah Lefort, Caroline Ouellette, Marie-Philip Poulin, Jillian Saulnier, Laura Stacey, Rebecca Vint
  - Trainer: Tessa Bonhomme, Becky Kellar

- Team Blue: 
  - Tor: Erica Howe, Emerance Maschmeyer
  - Verteidigung: Courtney Birchard, Katelyn Gosling, Meaghan Mikkelson (C), Cassandra Poudrier, Cathy Chartrand, Tara Watchorn
  - Angriff: Ann-Sophie Bettez, Michela Cava, Haley Irwin, Brianne Jenner, Jenelle Kohanchuk, Jamie Lee Rattray, Natalie Spooner (C), Kelly Terry, Kayla Tutino
  - Trainer: Lisa-Marie Breton, Cheryl Pounder

Inklusive der Kapitäninnen bestand somit jedes Team aus 17 Spielerinnen. Das Team White besiegte das Team Blue mit 9:5 (3:0, 1:2, 5:3) vor mehr als 8.000 Zuschauern.

### Statistik

#### Beste Scorerinnen
Quelle: thecwhl.com, eliteprospects.com; Abkürzungen: Sp = Spiele, T = Tore, V = Assists, Pkt = Punkte, +/− = Plus/Minus, SM = Strafminuten; Fett: Saisonbestwert
| Spieler             | Mannschaft | Sp | T  | V  | Pkt | +/− | SM |
| ------------------- | ---------- | -- | -- | -- | --- | --- | -- |
| Jess Jones          | Brampton   | 24 | 17 | 20 | 37  | +16 | 28 |
| Marie-Philip Poulin | Montréal   | 23 | 15 | 22 | 37  | +24 | 6  |
| Ann-Sophie Bettez   | Montréal   | 24 | 18 | 18 | 36  | +23 | 4  |
| Caroline Ouellette  | Montréal   | 22 | 15 | 16 | 31  | +21 | 4  |
| Brianne Jenner      | Calgary    | 20 | 9  | 18 | 27  | +13 | 6  |
| Bailey Bram         | Calgary    | 22 | 12 | 12 | 24  | +16 | 14 |
| Laura Stacey        | Brampton   | 20 | 11 | 13 | 24  | +15 | 6  |
| Rebecca Johnston    | Calgary    | 20 | 7  | 15 | 22  | +7  | 2  |
| Ija Gawrilowa       | Calgary    | 20 | 11 | 10 | 21  | +17 | 8  |
| Jamie Lee Rattray   | Brampton   | 22 | 11 | 10 | 21  | 6   | 28 |

#### Beste Torhüterinnen
Quelle: thecwhl.com, eliteprospects.com; Abkürzungen: Sp = Spiele, Min = Eiszeit (in Minuten), GT = Gegentore, SO = Shutouts, Sv% = gehaltene Schüsse (in %), GTS = Gegentorschnitt; Fett: Saisonbestwert
| Spieler             | Mannschaft | Sp | Min  | S  | N  | SaT | GT | GTS  | SVS | Sv%  | SO |
| ------------------- | ---------- | -- | ---- | -- | -- | --- | -- | ---- | --- | ---- | -- |
| Emerance Maschmeyer | Calgary    | 8  | 484  | 5  | 3  | 221 | 12 | 1,49 | 209 | 94,6 | 2  |
| Charline Labonté    | Montréal   | 15 | 902  | 11 | 4  | 350 | 23 | 1,53 | 327 | 93,4 | 5  |
| Geneviève Lacasse   | Calgary    | 9  | 541  | 8  | 1  | 227 | 18 | 2,00 | 209 | 92,1 | 1  |
| Christina Kessler   | Toronto    | 17 | 1007 | 6  | 11 | 460 | 37 | 2,20 | 423 | 92,0 | 1  |
| Erica Howe          | Brampton   | 14 | 784  | 7  | 5  | 360 | 29 | 2,22 | 331 | 91,9 | 2  |
| Catherine Herron    | Montréal   | 9  | 540  | 6  | 3  | 205 | 22 | 2,45 | 183 | 89,3 | 1  |
| Liz Knox            | Brampton   | 13 | 659  | 5  | 6  | 288 | 29 | 2,64 | 259 | 89,9 | 4  |
| Lauren Dahm         | Boston     | 22 | 1101 | 2  | 18 | 830 | 98 | 3,34 | 732 | 88,2 | 0  |

### Auszeichnungen
Die CWHL Awards 2017 wurden am 3. März 2017 im Kailash Mital Theatre der Carleton University in Ottawa im Rahmen einer Gala übergeben.

#### Spielertrophäen
- Most Valuable Player: Marie-Philip Poulin, Montréal[12]
- Jayna Hefford Trophy: Marie-Philip Poulin, Montréal
- Angela James Bowl (Topscorerin): Jess Jones (Brampton) und Marie-Philip Poulin (Montréal)
- Rookie of the Year: Laura Stacey, Brampton
- Trainer des Jahres: Scott Reid,  Calgary
- Beste Verteidigerin: Meaghan Mikkelson, Calgary
- Beste Torhüterin: Charline Labonté, Montréal
- Humanitarian Award: Jessica Campbell, Calgary

#### All-Rookie-Team
| Angriff:      | Laura Stacey – Kate Leary – Michela Cava |
| Verteidigung: | Renata Fast – Katelyn Gosling            |
| Tor:          | Emerance Maschmeyer                      |

## Clarkson Cup
Der Clarkson Cup 2017 war die achte Austragung des gleichnamigen Wettbewerbs, an dem vier Vertreter der Canadian Women’s Hockey League teilnahmen. Der Wettbewerb wurde im Play-off-Modus an verschiedenen Spielorten ausgetragen. Das Finale wurde am 5. März 2017 im Canadian Tire Centre in Ottawa in der Provinz Ontario ausgespielt.
Die Les Canadiennes de Montréal gewannen den vierten Clarkson Cup in ihrer Clubgeschichte durch einen 8:3-Sieg über den Vorjahressieger Calgary Inferno.

### Modus
Die vier Teilnehmer an den  Play-offs trugen die K.-o.-Runde (Best-of-Three) nicht am selben Wochenende wie das Finale aus, sondern an Spielterminen zuvor. Das Finale wurde in einem einzigen Spiel entschieden.

### Turnierbaum
|  | Halbfinale | Halbfinale                  | Halbfinale |  |  | Finale | Finale                      | Finale |
|  |            |                             |            |  |  |        |                             |        |
|  |            |                             |            |  |  |        |                             |        |
|  | 1          | Calgary Inferno             | 2          |  |  |        |                             |        |
|  | 4          | Toronto Furies              | 1          |  |  |        |                             |        |
|  |            |                             |            |  |  | 1      | Calgary Inferno             | 1      |
|  |            |                             |            |  |  | 2      | Les Canadiennes de Montréal | 3      |
|  | 2          | Les Canadiennes de Montréal | 2          |  |  |        |                             |        |
|  | 3          | Brampton Thunder            | 0          |  |  |        |                             |        |
|  |            |                             |            |  |  |        |                             |        |

### Halbfinale

#### Calgary Inferno – Toronto Furies
| 24. Februar 2017 20:00 Uhr (Ortszeit) | Calgary Inferno I. Gawrilowa (7:49) J. Campbell (56:49) | 2:5 (1:1, 0:2, 1:2) Spielbericht Stand: 0:1 | Toronto Furies J. Kohanchuk (17:23) E. Ambrose (28:33) K. Terry (34:59) J. Kohanchuk (45:59) J. Kohanchuk (57:07) | Carstairs Memorial Arena, Carstairs Zuschauer: k. A. |

| 25. Februar 2017 15:30 Uhr | Toronto Furies N. Spooner (2:45) | 1:3 (1:1, 0:1, 0:1) Spielbericht Stand: 1:1 | Calgary Inferno H. Irwin (11:34) B. Turnbull (33:21) I. Gawrilowa (45:16) | Winsport Canada, Calgary Zuschauer: k. A. |

| 26. Februar 2017 12:45 Uhr | Calgary Inferno H. Irwin (25:28) B. Jenner (50:31) I. Gawrilowa (50:45) | 3:1 (0:0, 1:1, 2:0) Spielbericht Stand: 2:1 | Toronto Furies J. Kohanchuk (36:26) | Carstairs Memorial Arena, Carstairs Zuschauer: k. A. |

#### Les Canadiennes de Montréal – Brampton Thunder
| 24. Februar 2017 19:20 Uhr | Les Canadiennes de Montréal K. Deschênes (10:36) S. Lefort (12:59) K. Clement-Heydra (34:47) K. Emard (36:00) C. Chartrand (53:11) K. Emard (58:44) K. Deschênes (59:26) | 7:1 (2:0, 2:1, 3:0) Spielbericht Stand: 1:0 | Brampton Thunder J. L. Rattray (24:34) | Centre Étienne-Desmarteau, Montréal Zuschauer: k. A. |

| 25. Februar 2017 18:00 Uhr | Brampton Thunder J. Jones (6:23) | 1:5 (1:3, 0:0, 0:2) Spielbericht Stand: 0:2 | Les Canadiennes de Montréal M.-P. Poulin (0:16) A.-S. Bettez (4:50) M.-P. Poulin (15:18) N. Marin (50:23) K. Deschênes (56:39) | Bell Sports Complex, Brossard Zuschauer: k. A. |

### Finale
| 5. März 2017 16:10 Uhr (Ortszeit) | Calgary Inferno J. Saulnier (52:57) | 1:3 (0:1, 0:1, 1:1) Spielbericht | Les Canadiennes de Montréal K. Clement-Heydra (12:36) M.-P. Poulin (25:24) M.-P. Poulin (58:08) | Canadian Tire Centre, Ottawa Zuschauer: k. A. |

### Clarkson-Cup-Sieger
| Clarkson-Cup-Sieger Les Canadiennes de Montréal | Torhüterinnen: Catherine Herron, Charline Labonté Verteidigerinnen: Sophie Brault, Cathy Chartrand (A), Julie Chu, Brittney Fouracres, Carly Hill, Cassandra Poudrier, Lauriane Rougeau Angreiferinnen: Marion Allemoz, Ann-Sophie Bettez, Emmanuelle Blais, Emilie Bocchia, Katia Clement-Heydra, Kim Deschênes, Karell Emard, Sarah Lefort, Noémie Marin, Caroline Ouellette (A), Jordanna Peroff, Marie-Philip Poulin (C), Alyssa Sherrard Trainerstab: Dany Brunet, Marc Beaudoin, Lisa-Marie Breton |

### Statistik

#### Beste Scorerinnen
Quelle: thecwhl.com; Abkürzungen: Sp = Spiele, T = Tore, V = Assists, Pkt = Punkte, +/− = Plus/Minus, SM = Strafminuten; Fett: Bestwert
| Spieler             | Mannschaft | Sp | T | V | Pkt | +/− | SM |
| ------------------- | ---------- | -- | - | - | --- | --- | -- |
| Marie-Philip Poulin | Montréal   | 3  | 4 | 2 | 6   | +3  | 0  |
| Cathy Chartrand     | Montréal   | 3  | 1 | 5 | 6   | +2  | 2  |
| Jenelle Kohanchuk   | Toronto    | 3  | 4 | 0 | 4   | +1  | 0  |
| Noémie Marin        | Montréal   | 3  | 1 | 3 | 4   | +2  | 0  |
| Brianne Jenner      | Calgary    | 4  | 1 | 3 | 4   | +1  | 0  |
| Caroline Ouellette  | Montréal   | 3  | 0 | 4 | 4   | +3  | 0  |

#### Beste Torhüterinnen
Quelle: thecwhl.com; Abkürzungen: Sp = Spiele, Min = Eiszeit (in Minuten), GT = Gegentore, SO = Shutouts, Sv% = gehaltene Schüsse (in %), GTS = Gegentorschnitt; Fett: Turnierbestwert
| Spieler             | Mannschaft | Sp | Min | S | N | SaT | GT | GTS  | SVS | Sv%  | SO |
| ------------------- | ---------- | -- | --- | - | - | --- | -- | ---- | --- | ---- | -- |
| Charline Labonté    | Montréal   | 3  | 180 | 3 | 0 | 77  | 3  | 1,00 | 74  | 96,1 | 0  |
| Geneviève Lacasse   | Calgary    | 2  | 120 | 2 | 0 | 58  | 2  | 1,00 | 56  | 96,6 | 0  |
| Christina Kessler   | Toronto    | 3  | 176 | 1 | 2 | 140 | 8  | 2,72 | 132 | 94,3 | 0  |
| Emerance Maschmeyer | Calgary    | 2  | 117 | 0 | 2 | 49  | 6  | 3,07 | 43  | 87,8 | 0  |
| Liz Knox            | Brampton   | 1  | 59  | 0 | 1 | 34  | 4  | 4,04 | 30  | 88,2 | 0  |